# 查爾頓 (馬里蘭州)
查爾頓（英語：Charlton）是位於美國馬里蘭州華盛頓縣的一個普查規定居民點。

## 人口
根據2020年美國人口普查的數據，查爾頓的面積為0.42平方千米，當中陸地面積為0.42平方千米，而水域面積為0.00平方千米。當地共有人口166人，而人口密度為每平方千米395.24人。